# Celama atmophanes
Celama atmophanes är en fjärilsart som beskrevs av Turner 1944. Celama atmophanes ingår i släktet Celama och familjen trågspinnare. Inga underarter finns listade i Catalogue of Life.